# جورج راسيل فرينش
جورج راسل فرينش (1803-1881) ،متخصص بالأثريات، ولد في لندن عام 1803.
بعد أن تلقى تعليمه الخاص أصبح مهندسًا معماريًا، وكان لسنوات عديدة مساحًا ومهندسًا معماريًا لشركة الحديد. كان فرينش عالما بارعا، وكرس وقت فراغه للبحوث الاثرية. كان لفترة طويلة عضوًا نشطًا في المجلس، وبعد ذلك أحد نواب الرئيس، في جمعية لندن وميدلسكس الأثرية. في عام 1841 ، نشر فرينش وصفًا مفصلاً لأسلاف الملكة فيكتوريا والبرت (الامير الزوج) ،وفي عام 1847 ألقى خطابه في الذكرى السادسة لكلية الماسونيين في الكنيسة. بعد ذلك، تتبع النسب الملكي لنيلسون وويلينغتون من إدوارد الأول ، ملك إنجلترا، ونشر في عام 1853 جداول النسب ومذكرات الأنساب المرتبطة بذلك. في 1861-189 أعد وأصدر فهرسًا للآثار والأعمال الفنية المعروضة في قاعة تجار الحديد. نشر فرينش نتيجة لسلسلة دقيقة من التحقيقات الشكسبيرية في جزأين، تحت عنوان جينالوجيكا شكسبير (1869). تألف الجزء الأول من تحديد الشخصيات الدرامية في مسرحيات شكسبير التاريخية، من الملك جون إلى هنري الثامن ، مصحوبًا بملاحظات حول الشخصيات في ماكبث وهاملت ، وملاحظات حول الأشخاص والأماكن التي تنتمي إلى وارويكشاير التي تم التلميح إليها في العديد من المسرحيات. تألف الجزء الثاني من أطروحة حول عائلات شكسبير وآردن وعلاقاتهما، مع جداول النسب . نشر فرينش الذي كان مصلحًا في مجال الاعتدال ، في عام 1879 عملاً بعنوان الاعتدال أو العفة، ناقش فيه المسألة من وجهة نظر الكتاب المقدس. توفي فرينش في لندن في 14 أكتوبر 1881 بعد صراع طويل مع مرض مؤلم، ودُفن في مقبرة ويلسدن.
مات جورج غير متزوج. شقيقه الرائد جون فرينش، والمولود عام 1804، تزوج عام 1846 (وأنجب 6 أطفال)، وتوفي عام 1859. أخته كلارا آن فرينش ولدت عام 1807 ، وتوفيت عام 1896 غير متزوجة .